# Ембрейс бай Дарк
Embrace by Dark е българска метъл група, свиреща в стила авангарден дуум метъл„.

## Биография
“Embrace By Dark" е създадена през септември 1995 г. от: Oracle – вокали, клавири, Minddwell – китари, Никола Сърбинов – китари и Венелин Йорданов – барабани. В края на 1995 и началото на 1996 групата създава материала за своя дебютен (демо) албум. Албумът е записан професионално през март 1996 с помощта на гост музикантите Георги Марков (Count Magnus) – бас и Мирослав Димитров – флейта. Първоначално „Inlaid Dark Arches“ съдържа три дълги мрачни композиции, които е трудно да се причислят категорично към определен музикален стил. Този мини-албум все още се разпространява в касетен вариант в България. Той също така донася и договор на групата с хърватската фирма Full Metal Jacket, която издава материала на компактдиск, заедно с едно допълнително парче, инструментала „An End“. Фирмата, обаче не успява да изпълни коректно своята част от уговорката, така че групата е принудена да прекъсне договора.
Междувременно Embrace By Dark вече са подготвили материала и за следващия албум. Те го предлагат на О.Ч.З. и през пролетта на 2001 подписват договор с тях.
Албумът „Sculpture Of The Godforsaken Aeons“ става факт, в резултат на 2 години непрекъсната работа, участието на 3-ма тон-инженери, 7 музиканти и дълъг списък от допълнително въвлечени хора, допринесли по един или друт начин за финалния резултат. Освен Oracle, Minddwell и Ventus, важно участие в него взимат и гост музикантите Църо (R.O.B.T.F.) – барабани, флейтистката Петя Чотова и цигуларя Alvin, който впоследствие става постоянен член на групата. Не на последно място по значение е и участието на ZZ Mineff (R.O.B.T.F. / Alien Industry), който със своите семпли внася свежа нотка в доминиращо мрачната атмосфера на албума. Цялата продукция придобива нужното качество след професионалния мастеринг, осъществен от бившия китарист и саундмейкър на Cradle Of Filth Stuart Anstis в неговото студио Steelcagesounds в Англия. Обложката на албума е дело на художника Емил Сапаревски (Corvus rec). Той е автор на предната корица, какти и на всичките страници от обложката (общо 8 на брой), като всички те имат концептуален смисъл, идейно свързан с текстовете на албума.
Веднъж завършили работата по записите на „Sculpture Of The Godforsaken Aeons“, Embrace By Dark се съсредоточават върху сработването на новия състав на групата и подготовката за представянето си на живо. Към тях официално се присъединяват постоянният басист – Icon E (екс-Demonism) и барабанистът Belphegor. Разучаването на композициите отнема доста време, но в крайна сметка през ноември 2003 групата прави своя дебют-промоция на албума. Следват още 2 концерта в този състав, след което се разделят с Belphegor. Година и половина по-късно към тях се присъединява нов барабанист Carharoth (Балканджи), с когото групата успява за 2 месеца да влезе отново във форма за концерт. В края на 2006 г. Carharoth и Ventus напускат по лични причини и групата отново остава отново без барабанист и китарист. Три месеца по-късно, след прослушване на няколко музиканти, за барабанист е избран Ardour, който достойно заема мястото зад барабаните. Почти по същото време към групата се присъединява и небезизвестният Velzevul, познат от Desolate, Korozy, Dimension of harm и др. В този състав Embrace by dark, вземат участие на фестивала Underground invasion, състоял се в София на 30/09/2007. Само няколко седмици по-късно на 19/10/2007 групата е поканена да вземе участие в концерта-промоция на първия албум на група Cupola.

## Състав
- Oracle – вокали, клавир
- Minddwell – китара
- Velzevul – китара
- Icon E – бас китара
- Alvin – цигулка
- Angel – барабани

## Ревюта, Интервюта, Статии
- Ревю Про-Рок Брой 13 – август/Септември 2003 – Оценка 8/10 (от Lord Vickeron)
- Ревю Wallsoffire Архив на оригинала от 2007-09-28 в Wayback Machine.: юли 2003 – Оценка 5/5
- Интервю The Other Side Архив на оригинала от 2006-08-20 в Wayback Machine.. Бр. 1 – юни 2003.